# Hrabstwo Van Buren (Iowa)
Hrabstwo Van Buren – hrabstwo w Stanach Zjednoczonych w stanie Iowa.

## Miasta
| - Birmingham - Bonaparte | - Cantril - Farmington | - Keosauqua - Milton | - Mount Sterling - Stockport |

## CDP
- Douds
- Leando

## Sąsiednie hrabstwa
- Hrabstwo Jefferson
- Hrabstwo Henry
- Hrabstwo Lee
- Hrabstwo Davis
- Hrabstwo Clark
- Hrabstwo Scotland